# Movimento Integral
O Movimento Integral é uma visão de mundo que busca uma compreensão ampla da humanidade e do universo pela combinação de contribuições da psicologia, sociologia e espiritualidade em um único sistema.
Em sentido amplo, o termo "Integral," se refere a todo, completo e holístico, como corpo-mente-espírito e Oriente-Ocidente. Em sentido restrito refere-se ao Yoga Integral, de Sri Aurobindo. Mais recentemente foi associado ao trabalho de Ken Wilber, ele próprio influenciado pelo trabalho de Sri Aurobindo, e ao movimento centrado em suas idéias (como o Integral Institute).
A visão Integral se propõe a ir além do racionalismo e do materialismo. Numa abordagem holística, busca unir a espiritualidade numa síntese com outros pontos de vista.

## Personalidades históricas
- Sri Aurobindo (1872-1950)
- Mirra Alfassa ("A Mãe) (1878-1973)
- Rudolf Steiner (1861-1925)
- Pitirim Sorokin (1889-1968)
- Jean Gebser (1905-1973)

## Personalidades contemporâneas
- Ervin László (1932)
- Ken Wilber (1949)
- Richard Tarnas (1950)